# Try Me ~Watashi o shinjite~
TRY ME ~Watashi o shinjite~ (jap. TRY ME～私を信じて～) – piąty singel Namie Amuro nagrany wspólnie z Super Monkey’s, wydany 25 stycznia 1995 roku.

## Lista utworów
CD
| 1. | TRY ME ~Watashi o shinjite~ (jap. TRY ME～私を信じて～)                         | 3:58  |
|    |                                                                                 |       |
| 2. | MEMORIES ~Ashita no tame ni~ (jap. MEMORIES～明日のために～)                    | 4:00  |
|    |                                                                                 |       |
| 3. | TRY ME ~Watashi o shinjite~ (jap. TRY ME～私を信じて～) (Original Karaoke)      | 3:58  |
|    |                                                                                 |       |
| 4. | MEMORIES ~Ashita no tame ni~ (jap. MEMORIES～明日のために～) (Original Karaoke) | 4:00  |
|    |                                                                                 |       |
|    |                                                                                 | 15:56 |
|    |                                                                                 |       |

## Oricon
| Diagram                    | Pozycja |
| -------------------------- | ------- |
| Oricon Weekly Single Chart | 8       |
| Oricon Yearly Single Chart | 45      |

### Pozycje wykresu Oricon
Singel „TRY ME ~Watashi o shinjite~” osiągnął #8 miejsce w tygodniowym wykresie Oriconu. Sprzedano w sumie 732 950 egzemplarzy, zajął #45 miejsce w 1995 roku.

## Ciekawostki
W 1995 roku piosenka „TRY ME ~Watashi o shinjite~” została wykorzystana w reklamie MINAMI.